# Gargamel
Gargamel je zlý čaroděj a jedna z hlavních postav v pohádkovém světě Šmoulů. V příbězích vystupuje jako zapřísáhlý nepřítel šmoulů. Snaží se je lovit, jíst, měnit ve zlato či jim jinak znepříjemňovat život.

## Hlavní rysy
Gargamel je střední, shrbené postavy a má špatný chrup. Nosí tmavý obnošený kabát se spoustou záplat. Je to mizera, který nesnáší všechny ve svém okolí, speciálně šmouly, s výjimkou Šmoulinky, kterou vytvořil. I přes svoji nenávist občas ve svém zájmu předstírá přátelství ke šmoulům. Gargamel je schopen skoro všeho proto, aby mohl šmouly pochytat. Pojmenován je zjevně po matce Gargantua – Gargamelle, ze série románu Gargantua a Pantagruel od Françoise Rabelaise. Také má kočku jménem Azrael.

## Problémy se Šmouly
Gargamel se poprvé objevil v komiksu v roce 1959. Chytal šmouly, které potřeboval jako ingredienci do svého lektvaru pro výrobu zlata tak, jak se psalo v jedné kouzelné legendě o Kameni moudrosti. Ostatní šmoulové se mu ale postavili a osvobodili uvězněné přátele. Gargamel se v souladu se svojí povahou vzdal. To byla chvíle, kdy zaujal vůči šmoulům maximálně nepřátelský postoj a slíbil si, že se pomstí.
Použití šmoulů je pro Gargamela různé. Občas šmouly chytá, protože je chce sníst, občas z nich chce vyrobit zlato. K výrobě zlata je potřeba 6 šmoulů. V jedné epizodě seriálů Gargamel ve vzteku prohlásil: „Nechci je sníst. Nechci z nich vyrobit zlato. Chci je prostě zničit!“
Gargamel ale chytá pouze šmouly, kteří se potulují sami v lese a nebo v okolí jeho domu, neví totiž, kde je jejich vesnice, což ho velmi zlobí.

## Vztahy
Čas od času Gargamel spolupracuje s některými z dalších nepřátel šmoulů, jako například s Lordem Balthazarem. Ostatní zloduši ovšem bývají mnohem více pohotoví – uzavřou s Gargamelem spojenectví tak, že si jej v klidu, nenápadně a s přehledem zotročí.
Žen v Gargamelově životě není o mnoho víc než přátel. V jedné epizodě se objevila ošklivá čarodějnice Hogatha přeměněná na krásnou ženu. Hogatha se pokoušela ukrást Gargamelovi náušnice, které koupil své matce k narozeninám a které měly kouzelnou moc. Naneštěstí pro Hogathu ale bylo velice těžké udržet si krásnou podobu a elixír přestal fungovat – tím Gargamel odhalil podvod, který si na něj čarodějnice přichystala.
V jiné epizodě se měl Gargamel dokonce i ženit. Jeho matka se rozhodla, že je ideální čas na manželství, a domluvila Gargamelovi manželství s princeznou. Princezna Gargamela nemilovala, stejně tak jako Gargamel nemiloval princeznu. Avšak po tom, co v jejím plášti viděl mapu se zakreslenou šmoulí vesnicí, přislíbil princezně svoji lásku i brzký sňatek. Obřad šmoulové překazili.

## Filmové zpracování
- 2011 Šmoulové (film) – hraný film (USA) – role Gargamela – Hank Azaria
- 2013 Šmoulové 2 – hraný film (USA) – role Gargamela – Hank Azaria
- 2017 Šmoulové: Zapomenutá vesnice – animovaný film (USA) – dabing Gargamela – Rainn Wilson

## Dabing

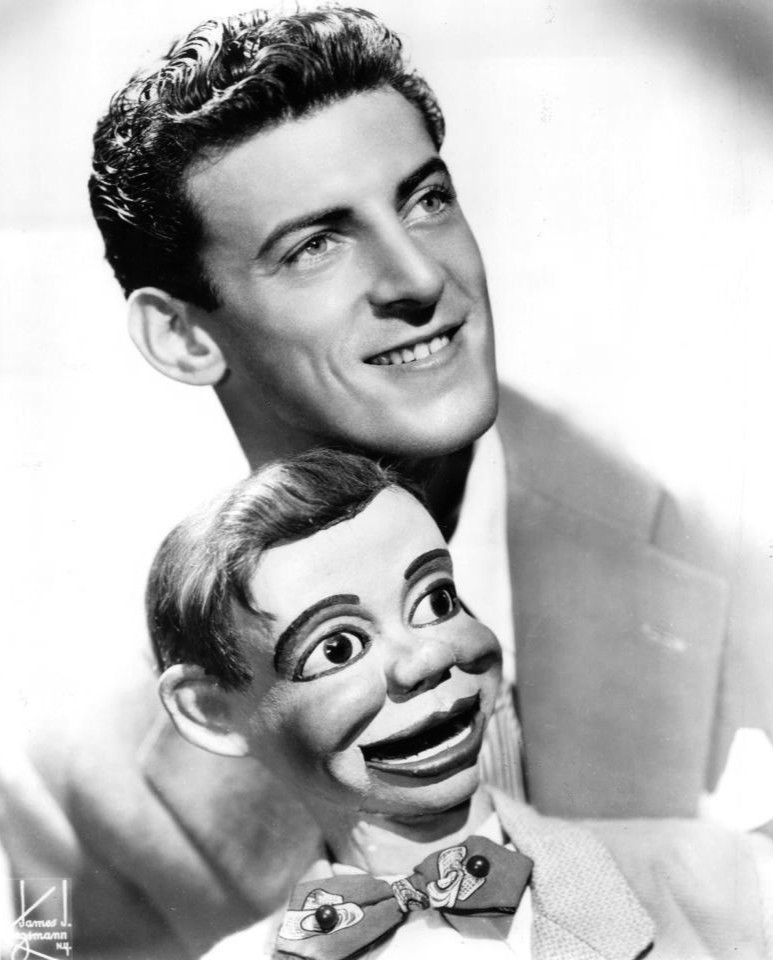
Dabér anglické verze Paul Winchell se svou břichomluveckou figurínou Jerryho Mahoneyho

Dabing na českých TV stanicích:
| TV stanice   | Dabing                                    |
| ------------ | ----------------------------------------- |
| ČST          | Jiří Císler                               |
| TV NOVA      | Jiří Císler                               |
| TV Barrandov | původně Zbyšek Pantůček, pak Petr Meissel |

Dabing Gargamela v zahraničí:
| Země              | Dabing                                               |
| ----------------- | ---------------------------------------------------- |
| Anglická verze    | Paul Winchell                                        |
| Francouzská verze | Phillipe Dumat                                       |
| Španělská verze   | Esteban Siller                                       |
| Brazilská verze   | Orlando Drummond                                     |
| Holandská verze   | Paul van Gorcum                                      |
| Chorvatská verze  | Josip Marotti                                        |
| Německá verze     | Kurt Goldstein                                       |
| Maďarská verze    | Peter Haumann                                        |
| Polská verze      | Wiesław Drzewicz                                     |
| Švédská verze     | Steve Kratz                                          |
| Islandská verze   | Þórhallur Þórhallsson                                |
| Slovenská verze   | ČST Bratislava Oldo Hlaváček, TV Markíza Andrej Hryc |